# Radioreléový spoj
Mikrovlnný spoj nebo radioreléový spoj je zařízení pro přenos obvykle digitálního signálu velkou rychlostí na vzdálenost stovky metrů až desítky kilometrů pomocí obvykle úzce směrovaného svazku rádiových vln s malým výkonem v pásmech 1-80 GHz.
V druhé polovině 20. století se používaly analogové radioreléové spoje spolu se systémy nosné telefonie pro bezdrátový přenos desítek až tisíců telefonních hovorů nebo pro přenos rozhlasového nebo televizního signálu; v současnosti se zcela převládají digitální mikrovlnné systémy, které se používají pro telekomunikaci a/nebo datovou komunikaci.

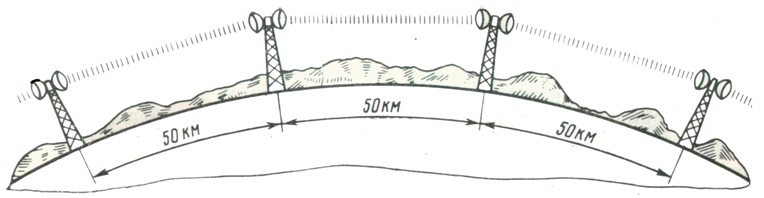
Radioreléová trasa